# Интердевочка (фильм)
«Интерде́вочка» — двухсерийный художественный фильм Петра Тодоровского по одноимённой повести Владимира Кунина. Совместное производство СССР и Швеции. Один из самых популярных фильмов времён перестройки и лидер советского проката 1989 года. Удостоен премии Токийского международного кинофестиваля (1989).
Премьера состоялась в январе 1989 года.

## Сюжет

### 1 серия
В Ленинграде молодая медсестра Таня Зайцева ведёт двойную жизнь: дежурит в больнице по графику «сутки через трое», а в выходные дни, точнее ночи, работает валютной проституткой. Работа «интердевочки» нелегка — помимо необходимости «товарно» выглядеть, надо решать кучу сопутствующих задач, многие из которых приводят к нарушению административного и уголовного кодексов: проникнуть в интуристские гостиницы и остаться там позже определённого часа возможно лишь за постоянные взятки персоналу; полученную от иностранцев валюту необходимо сдать перекупщикам в обход официального курса, что грозит судимостью. Однако Таня умеет себя правильно поставить и водит дружбу со всеми нужными людьми: швейцарами, официантами и дежурными по этажу. Её ближайшие подруги по ремеслу бывшая спортсменка-волейболистка Сима-Гулливер, оборотистая красавица из Прибалтики по прозвищу «Кисуля» и роскошная дама Зина Мелейко — элита «профсоюза» интердевочек. Даже со «спецурой» (спецотделом милиции, который занимается обеспечением безопасности иностранцев в СССР и надзирает в том числе за деятельностью «интердевочек») у Тани ровные взаимоуважительные отношения.
Как многие советские люди, у которых из-за перестройки резко поменялись идеалы, Таня не считает своё занятие неправильным; она хочет по максимуму заработать на своей молодости и красоте, но тщательно скрывает это от своей матери Аллы Сергеевны, скромной учительницы. Лишь соседка Зайцевых, девушка по имени Лялька, работающая санитаркой в одной больнице вместе с Таней, знает о тайной Таниной жизни и впоследствии решает последовать её примеру, тоже став проституткой.
Один из постоянных клиентов, шведский инженер Эдвард Ларсен, влюбляется в Таню и делает ей предложение. Несмотря на насмешки коллег, например Гюнвальда, который тоже был её клиентом, Эдвард намерен жениться на девушке и увезти её в Швецию.
Таня рада, однако в разговоре с матерью признаётся, что выходит замуж по расчёту, потому что хочет иметь квартиру, машину, деньги и мечтает «посмотреть мир своими глазами», а если надо будет, она его полюбит. Она оправдывается тем, что сейчас «все продают себя». 
Получив предложение, Таня решает покончить с проституцией. Она начинает готовить отъезд, занимаясь финансовым обеспечением мамы (покупает у Кисули песцовую шубу за 7000 р. (1000 долл.) и кладет 5000 р. на сберкнижку), а также сбором многочисленных бумаг.
Ей с трудом удаётся получить характеристику на работе, решить проблемы матери с распоясавшимися учениками-хулиганами, по-доброму расстаться с коллегами. Камнем преткновения становится разрешение на выезд от отца: более 20 лет назад он бросил жену с грудным ребёнком и не давал о себе знать. Но Таня находит Николая Платоновича Зайцева, нищего вахтёра, отца двух маленьких детей от второй жены-инвалида. Николай жалок, болен, пьёт, вроде бы стыдится того, что бросил Аллу Сергеевну и Таню, однако, осознав важность своего согласия, требует за него 3 тысячи рублей. Ради этих денег Тане приходится с большим риском вернуться в проституцию. С помощью знакомого клиента из Японии за несколько дней она зарабатывает 750 долларов, обменивает их на 2250 рублей и расплачивается с отцом.
Наконец, получив все документы и официально став женой Эдварда, Таня уезжает из СССР.

### 2 серия
Прошёл год с момента эмиграции Тани в Швецию.
На первых порах жизнь кажется очень благополучной и полностью соответствует мечтам: все бытовые потребности удовлетворены — у неё дом в престижном районе, личный автомобиль, прекрасный гардероб, она делает покупки в супермаркетах, а муж всё без возражений оплачивает и по-прежнему беззаветно любит.
Однако у Тани не получается разделить ценности Эдварда. Со временем он начинает упрекать её за бесцеремонные манеры и лишние траты; кроме того, у Тани не получается забеременеть, и муж подозревает, что это связано с занятием проституцией. Таня пытается устроиться на работу по специальности, но везде получает отказы, поскольку советский диплом в Швеции недействителен. Коллеги Эдварда знают, как зарабатывала Таня на Родине и при каких обстоятельствах познакомилась с Эдвардом; Гюнвальд даже пытается её изнасиловать. 
Вскоре Таня начинает чувствовать себя абсолютно чужой. Эмиграция больше не приносит ей счастья, а Эдвард в её глазах становится противным и невыносимым.
Во время поисков работы Таня знакомится с Веркой — соотечественницей, также переехавшей в Швецию. В отличие от Тани, она уехала за рубеж через брак с человеком, который её не любил, а женился фиктивно за вознаграждение, которое составили все заработанные девушкой деньги. После развода ей приходится перебиваться случайными заработками и жить в нищете. Верка рассказывает Тане о поступившем ей выгодном предложении, которое позволит решить все проблемы.
Неожиданно на стоянке недалеко от дома Таня замечает знакомый по Ленинграду грузовик «Совтрансавто» — тот самый, который постоянно мешал ей подъезжать к дому. Так она знакомится с дальнобойщиком Виктором. Таня начинает пересылать через Виктора подарки матери. Во время встречи Виктора с Аллой Сергеевной заходит Лялька, которая просит передать Тане, что дела у матери плохо — ей пришлось уволиться из школы, поскольку дочь уехала из страны. 
Виктор не решается передать Тане слова Ляльки и вынужден соврать, что у её матери всё хорошо. Вскоре Таня понимает, что Виктор стал для неё не только каналом связи с мамой, но и первой настоящей за всю жизнь любовью.
Таня очень хочет навестить маму лично. Зная, что Эдвард собирается в командировку в Ленинград, Таня упрашивает мужа взять её с собой. Но вскоре торжествующий Гюнвальд сообщает ей, что Эдварда исключили из международной делегации за то, что его жена занималась сомнительными видами заработка в СССР. Вскоре выясняется, что и Виктора отстранили от международных перевозок из-за провоза вещей от Тани — когда в Швецию в очередной раз прибывает грузовик, на котором ездил Виктор, за рулём оказывается другой водитель, совершенно неприветливый по отношению к Тане.
От тоски по маме, Виктору и душевного разлада Таня начинает пить. Вскоре из новостей она узнаёт, что Верка была арестована немецкой полицией за контрабанду наркотиков. После этого Таня осознаёт, что потеряла последнюю отдушину в чужой стране, и её депрессия ещё больше усиливается.
Но на этом неприятности не заканчиваются: Сима-Гулливер сообщает Тане по телефону, что в СССР ей возвращаться нельзя: Кисуля была арестована за валютную операцию и на допросе свалила вину на Таню. Якобы валюта, которую меняла Кисуля, принадлежала Тане, которая просила обменять её на рубли для того, чтобы помочь матери. Пытаясь отпроситься у мужа, Таня окончательно с ним ссорится, так как Эдвард, не на шутку опасаясь за Таню, запрещает ей поездку в СССР и собирается аннулировать её визу. В ходе ссоры он кричит на Таню, переходя на шведский и запрещая ей разговаривать с ним по-русски. После ссоры Таня психологически опустошена и разбита.
Следователи проводят обыск в квартире Аллы Сергеевны, попутно открывая Алле тайную жизнь её дочери. Это известие повергает мать в шок, но она отказывается верить в это. Через некоторое время о том, что Таня была проституткой, становится известно всем, включая учеников, которые начинают издеваться над педагогом. Морально сломленная Алла Сергеевна, будучи не в силах вынести позора, кончает с собой, отравившись газом. Её находит Лялька, когда приводит домой своего кавалера-иностранца. Тот трусливо сбегает, не желая проблем, а Лялька, тщетно прося о помощи, стучится в двери соседских квартир.
В этот момент в Швеции Таня как будто «слышит» этот стук. Сердцем чувствуя, что случилась беда, она тайком от мужа садится в машину и едет в аэропорт под проливным дождём, чтобы улететь в Ленинград. Слёзы и дождь мешают ей видеть дорогу, и она погибает в автокатастрофе.

## В ролях
| Актёр                | Роль                                                                                     |
| -------------------- | ---------------------------------------------------------------------------------------- |
| Елена Яковлева       | Таня Зайцева, медсестра, валютная проститутка                                            |
| Томас Лаустиола      | Эдвард Ларсен, шведский инженер, муж Тани (озвучивает Александр Белявский)               |
| Лариса Малеванная    | Алла Сергеевна, педагог, мать Тани                                                       |
| Анастасия Немоляева  | Лялька, соседка Тани, медсестра-практикантка, ставшая валютной проституткой              |
| Ингеборга Дапкунайте | Кисуля, валютная проститутка                                                             |
| Любовь Полищук       | Зина (Зинаида Васильевна Мелейко), разнорабочая, валютная проститутка                    |
| Ирина Розанова       | Сима-Гулливер (Серафима Аркадьевна), валютная проститутка                                |
| Мартиньш Вилсонс     | Виктор, водитель-дальнобойщик (озвучивает Анатолий Васильев)                             |
| Торстен Валунд       | Гюнвальд, коллега Эдварда                                                                |
| Всеволод Шиловский   | Николай Платонович Зайцев, отец Тани                                                     |
| Зиновий Гердт        | Борис Семёнович, главврач                                                                |
| Валерий Хромушкин    | Володя, врач                                                                             |
| Игорь Ветров         | Анатолий Андреевич Кудрявцев, капитан милиции                                            |
| Геннадий Сидоров     | Женя (Евгений Алексеевич), лейтенант милиции                                             |
| Татьяна Агафонова    | Вера Густавсон, «Верка-москвичка», бывшая проститутка, наркодилер                        |
| Мария Виноградова    | Сергеевна, медсестра                                                                     |
| Игорь Сидоренко      | Юрка Козлов, ученик Аллы Сергеевны                                                       |
| Владимир Рожин       | Альберт Иванович, директор школы                                                         |
| Сергей Бехтерев      | официант                                                                                 |
| Борис Вельшер        | Луиджи                                                                                   |
| Марина Гайзидорская  | Нефёдова                                                                                 |
| Наталья Дрожжина     | мама Ляльки                                                                              |
| Игорь Ефимов         | швейцар                                                                                  |
| Сергей Кошонин       | таксист                                                                                  |
| Ментай Утепбергенов  | японец (озвучивает Алексей Золотницкий)                                                  |
| Анна Фроловцева      | офицер ОВИРа                                                                             |
| Наталья Щукина       | «Наташка-школьница», старшеклассница, дочь профессора-африкановеда, валютная проститутка |
| Всеволод Ларионов    | текст от автора                                                                          |

## Съёмочная группа
| Работа               | Имя                              |
| -------------------- | -------------------------------- |
| Сценарист            | Владимир Кунин, Пётр Тодоровский |
| Режиссёр-постановщик | Пётр Тодоровский                 |
| Оператор             | Валерий Шувалов                  |
| Художник             | Валентин Коновалов               |
| Композитор           | Пётр Тодоровский                 |
| Аранжировщик         | Игорь Кантюков                   |
| Режиссёр             | Борис Вельшер                    |

## История создания
Одним из заметных событий перестроечной жизни СССР стала публикация повести Владимира Кунина «Интердевочка» в журнале «Аврора» в 1988 году. Писатель провёл серьёзное исследование деятельности проституток и в течение нескольких месяцев следил за их работой в одной из ленинградских гостиниц.
Рабочим названием было «Проститутка». Редакция не решилась печатать повесть со столь скандальным заголовком, и Кунин сначала заменил его на «Фрекен Танька» (именно под таким названием сценарий был запущен в производство), а позднее сменил на эвфемизм «интердевочка». Впоследствии этот неологизм прочно вошёл в русский язык.
Повесть вызвала бурную реакцию у аудитории, редакция получила множество откликов, и стало понятно, что экранизация может иметь успех. Владимир Кунин предложил сценарий по мотивам повести Мире Тодоровской, и материал произвёл на неё впечатление. Она уговорила мужа — Петра Тодоровского — снять фильм, хотя этот выбор был несколько неожиданным. Тодоровский, бывший фронтовик, известный своими картинами на военную тематику, имел репутацию профессионала, режиссёра с независимым и своеобразным взглядом в искусстве, но даже для него снять фильм о проститутке было смелым шагом; сначала он наотрез отказывался, но жена его уговорила.
Картина «Интердевочка» — один из первых примеров советского фильма, который снимался не на государственные деньги. Мира Тодоровская начала осваивать специальность продюсера — новую для зарождающегося кинорынка СССР. Часть денег на съёмки удалось найти у шведского партнёра — Filmstallet AB, оставшуюся часть вложил «Мосфильм».

### Подбор актёров
Основная проблема при подборе актёров возникла с исполнительницей главной роли. Главным кандидатом первоначально была Татьяна Догилева — именно «под неё» писал сценарий Кунин. Но ни она, ни Наталья Андрейченко режиссёра не устроили. Приглашение на роль послали даже польской актрисе Катажине Фигуре, но договориться с ней не удалось. После полугода подбора кандидаток выбор создателей картины остановился на Елене Яковлевой.
Как считает театральный режиссёр Андрей Житинкин, Яковлева произвела впечатление своей ролью в Театре имени Ермоловой в его спектакле по пьесе Николая Климонтовича «Снег недалёко от тюрьмы»: она играла проститутку-лимитчицу, похожую на будущий образ Тани Зайцевой.
Тодоровскому поначалу казалось, что актриса не соответствует представлению о валютной проститутке — прежде всего, по внешним данным (по словам Миры Тодоровской, он упорно считал, что эти девушки должны быть «грудастыми и задастыми», а у Яковлевой — «ни там, ни тут»). Чтобы подчеркнуть фигуру, актрисе подложили под платье поролон. После кинопроб режиссёр удостоверился в правильности выбора. Работа с Яковлевой настолько понравилась Тодоровскому, что он снял актрису в трёх своих следующих фильмах.

### Съёмки
Картина снималась в Ленинграде (в гостинице «Прибалтийская»), Москве и Швеции (в гостинице «Stockholm Plaza Hotel») в течение трёх месяцев летом 1988 года.
Создатели картины, имея валютный бюджет, позволили себе использовать киноплёнку «Kodak», что в советское время было прерогативой избранных режиссёров. Модные туалеты для героини в условиях тотального советского дефицита приобретали в Швеции. Впрочем, костюмеры не стремились изобразить советских валютных проституток того времени с большой точностью.
Самые большие сложности возникли с постельными сценами. Яковлева категорически отказалась сниматься в обнажённом виде, и пришлось пойти на различные ухищрения и монтаж. В итоге в картине нет ни одной по-настоящему раскованной сцены (например, сцена попытки Гюнвальда изнасиловать главную героиню). Ирина Розанова в одном из съёмочных дублей обнажила грудь «для бытовой достоверности», и это наиболее заметная нагота во всём фильме. Так, в ключевой сцене, где Таня вынуждена отработать у своего давнего японского клиента сумму, недостающую для выезда в Швецию (750 долл.), снимали с участием почти всего мужского состава съёмочной группы: один раскачивал прикроватную тумбочку со светильником, а остальные, включая режиссёра, трясли кровать. При этом голова героини моталась из стороны в сторону; её лицо было смазано глицерином, что создавало впечатление пота. Самого же японца (артиста Ментая Утепбергенова) в кадре не было. Утепбергенов вспоминал, что во время съёмок постельной сцены находился на съёмках фильма «Частный детектив, или Операция „Кооперация“».

### Два финала
Шведские партнёры не хотели трагичной концовки, и для них режиссёр снял другой, счастливый финал картины: Зайцева улетает обратно в СССР. Однако кинематографическое руководство настояло на том, чтобы оставить трагический конец с гибелью главной героини, поскольку в их представлении хэппи-энд рушил основную мораль фильма: «красивая западная жизнь», к которой стремилась Таня, не привела её ни к чему хорошему. Зато картину со счастливым финалом, который задумал Пётр Тодоровский, купили для показа в Японии, Германии и Канаде.
Также для шведской стороны был специально смонтирован односерийный вариант фильма с другой концовкой. В ней оставался открытый финал — героиня уезжает на машине в неизвестность. Впрочем, в прокат этот вариант так и не попал, потому что шведский партнёр «Мосфильма» — Filmstallet AB обанкротился.

## Критика и значение
Картина стала одной из первых в СССР, где были затронуты табуированные темы. Хотя фильм в итоге получился достаточно целомудренным, вызов существующей системе прозвучал отчётливо. Сценарий использует сюжет, ставший впоследствии стереотипным для советского и российского кинематографа. По мнению критика Александра Фёдорова (журнал «Видео-Асс Экспресс»), «Интердевочка» наглядно демонстрирует то, что эротика на отечественном экране так никогда и не стала самостоятельным жанром, выполняя вспомогательную роль и всегда неся некую идеологическую и социальную нагрузку. Фильм внёс свою лепту в формирование нового женского образа на экране. Главная героиня — не мать и не любимая, а эмансипированная женщина, которая сама распоряжается своей судьбой и профессией.
В фильме эффектно противопоставлены два мира: разлагающийся советский мир неустроенности, дефицита, зависти, семейных скандалов, нагловатых подростков и разбитых надежд и стабильный, комфортный западный. Но этот контраст имеет и обратную сторону: несмотря на бытовую неустроенность советского общества, его представителей героиня считает более открытыми и человечными. На Западе же ей видятся цинизм, эгоизм, лицемерие и холодный расчёт, и человеческие отношения напоминают контрактно-рыночные (так, бывший клиент Тани требует, чтобы она снова оказала ему сексуальные услуги, а получив отказ, "добропорядочный семьянин" пытается её изнасиловать; клиент Ляльки в панике уезжает, несмотря на её крики о помощи). На границе этих двух миров живут валютные проститутки.
Несмотря на неоднозначную мораль, фильм внёс свой вклад в мифологизирование этой профессии.
Сложность затронутой темы не помешала Тодоровскому снять фильм как вневременную и не привязанную к конкретным обстоятельствам драму. Героиня любой ценой хочет вырваться из среды, где она вынуждена совмещать очень противоречивые профессии — медсестры и проститутки. Но оторваться полностью от привычной среды оказывается невозможно.
Владимир Кунин считал свою книгу довольно посредственной, а трактовка Тодоровским его сценария и картина в целом ему не понравились. По мнению писателя, она оказалась слишком затянутой, с неправильно расставленными акцентами. Рассорившись с режиссёром, он покинул съёмки.
Фильм «Интердевочка» пользовался успехом в СССР (свыше 40 млн зрителей в 1989 году), был продан для проката за рубеж. Отмечен на советских и международных кинофестивалях. По итогам опроса читателей журнала «Советский экран» «Интердевочка» заняла первое место среди советских фильмов, показанных в 1989 году, а Яковлева была названа лучшей актрисой года.
Критик журнала «Киноведческие записки» Леонид Козлов так отозвался о фильме (декабрь 1989 года):

Этот несовершенный фильм, фильм со множеством изъянов, провалов, слабостей, натяжек и т. п. — я тем не менее оцениваю как явление очень серьёзное и симптоматичное. И мне кажется необходимым разглядеть то лучшее, что в данной картине есть. Не только потому, что успех этого фильма во многом определяется убеждающей работой прекрасной актрисы, но главным образом потому, что в этом фильме есть большой внутренний заряд элементарного, глубоко прочувствованного человеческого отношения к предмету изображения — к человеку на экране — и к человеку в зрительном зале.
— Киноведческие записки
В октябре 2024 году спикер Государственной думы Вячеслав Володин связал фильм «Интердевочка» с последующим распадом Советского Союза: «А вы поглядите, с чего началось разрушение Советского Союза? Ещё во времена ЦК КПСС, в '89 году, вышел фильм „Интердевочка“. Все рукоплескали. Очереди в кинотеатр. Секретари ЦК ходили, смотрели. Итог — страны не стало. А потом самая популярная, профессией не назову, понимаем, о чём речь идёт, да? А кто это всё сделал? Государство. Государство!».

## Призы и премии
- 1989 — Елена Яковлева — лучшая актриса года по версии журнала «Советский экран»[19].
- 1989 — премия «Ника» лучшей актрисе (Елена Яковлева).
- 1989 — премия Токийского кинофестиваля.
  - лучшей актрисе (Елена Яковлева).
  - специальный приз жюри фестиваля (Пётр Тодоровский)[20].